# Balung (ort i Indonesien)
Balung är en ort i Indonesien.   Den ligger i provinsen Jawa Timur, i den västra delen av landet, 800 km öster om huvudstaden Jakarta. Balung ligger 27 meter över havet och antalet invånare är 47 631.
Terrängen runt Balung är kuperad åt sydväst, men åt nordost är den platt. En vik av havet är nära Balung norrut. Runt Balung är det ganska tätbefolkat, med 207 invånare per kvadratkilometer. Närmaste större samhälle är Situbondo, 10,7 km öster om Balung. Omgivningarna runt Balung är en mosaik av jordbruksmark och naturlig växtlighet.